# Charenton – Écoles (Métro Paris)

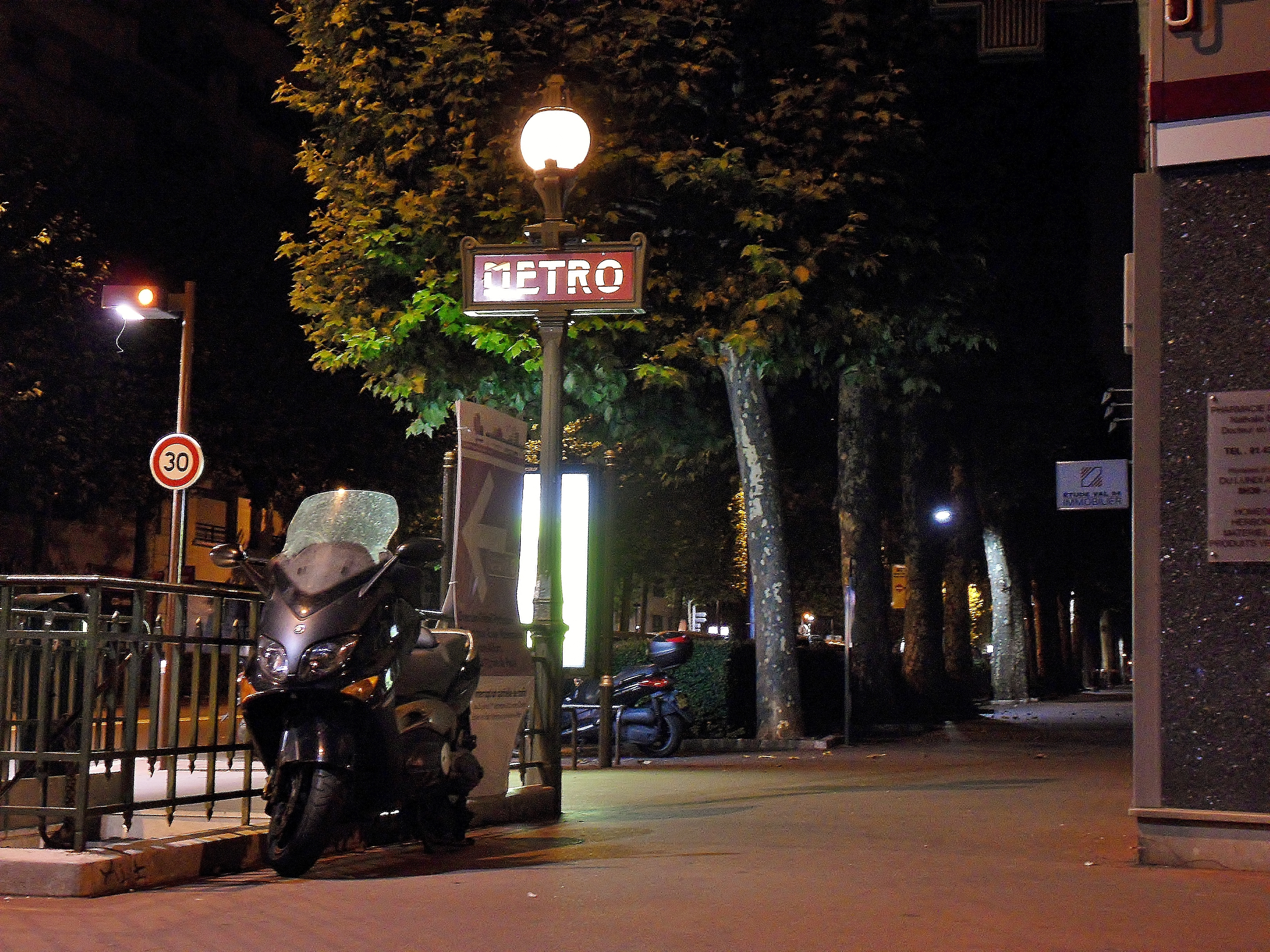
Eingang zur Station Charenton – Écoles

Charenton – Écoles ist eine unterirdische Station der Pariser Métro. Sie befindet sich unterhalb der Rue de Paris im Pariser Vorort Charenton-le-Pont und wird von der Métrolinie 8 bedient. In der Nähe befindet sich der Bois de Vincennes.
Die Station wurde am 5. Oktober 1942 in Betrieb genommen, als der Abschnitt der Linie 8 von der Station Porte de Charenton bis zur Station Charenton – Écoles eröffnet wurde. Bis zum 19. September 1970 war sie südwestlicher Endpunkt der Linie 8.